# Brachystegia allenii
Brachystegia allenii es una especie de árbol perteneciente a la familia de las fabáceas. Es originario del este y sur de  África. Forma una parte importante de los bosques de miombo. Esta particular especie de Brachystegia se encuentra en África tropical. 

## Descripción
Es un árbol que alcanza un tamaño de 3-15 (-20) m de altura; con la corona redondeada; el tronco con hasta 50 cm de diámetro; la corteza fisurada longitudinalmente, a menudo reticulada burdamente, con la formación de escamas en gruesas escamas rectangulares.

## Ecología
Se encuentra en los bosques de hoja caduca; sabana seca (miombo); localmente dominante en sitios bien drenados (más raramente en los mal drenados suelos arenosos); típico de los escarpes rocosos calurosos y secos alrededor de los lagos; también en las pendientes de arena; por lo general en masas puras, etc.

## Distribución
Se distribuye por Malamente, Mozambique, Tanzania, Ariel, Zambia, Zimbabue.

## Taxonomía
Brachystegia allenii fue descrita por Burtt Davy & Hutch. y publicado en Bulletin of Miscellaneous Information Kew 1923(4): 156–157. 1923.
Sinonimia
- Brachystegia pruinosa De Wild. (1929)
- Brachystegia allenii var. giorgii (De Wild.) Hoyle
- Brachystegia giorgii De Wild. (1928)
- Brachystegia schliebenii Harms (1935)[1][4]